# 安东尼奥·蒙吉亚
安东尼奥·蒙吉亚（西班牙語：Antonio Munguía，1942年6月27日—2018年1月8日），墨西哥男子足球运动员，司职中场。他曾代表墨西哥国家队参加1970年国际足联世界杯，结果队伍止步八强赛。